# Frits (bedrijf)
Frits is een Nederlandse online hypotheekadviseur. Het bedrijf telt circa 80 werknemers, het hoofdkantoor zetelt in Amsterdam.

## Geschiedenis
Het bedrijf is in 2015 opgericht als Ikbenfrits door de drie Delftse ondernemers Thomas de Leeuw, Michiel Lensink en Joost Schulze. Zij kenden elkaar van hun studies aan de TU Delft. Na een aanvankelijke carrière als o.a. ondernemers in ophangsystemen voor zonnepanelen besloten zij om zich te gaan richten op specifieke software, toegespitst op hypotheken en klantbehoeftes. Het idee hiervoor ontstond toen een vriend van de oprichters wilde overstappen naar een andere hypotheek en hierbij veel ondoorzichtigheid ondervond met betrekking tot de daadwerkelijke kosten die hiermee gemoeid zouden zijn. De oprichters behaalden als start eerst de nodige hypotheekadviesdiploma’s om zo voldoende kennis te vergaren van de hypotheekwereld.
In 2016 startte het bedrijf de samenwerking met de Consumentenbond en Vereniging Eigen Huis die gebruik gingen maken van de specifieke software van Frits.

## Onderzoeken
In 2015 kwam Frits na onderzoek tot de conclusie dat een op de vijf huiseigenaren beter hun hypotheek kan oversluiten, om zo duizenden euro’s te besparen.
In 2016 werd in een uitzending van Radar aandacht besteed aan een onderzoek van het bedrijf naar zeer onduidelijke boeterente berekeningen die banken stuurden aan hun klanten. Het gevolg hiervan was dat klanten niet wisten dat zij duizenden euro’s te veel aan boeterente betaalden. De Autoriteit Financiële Markten bevestigde de uitkomsten van het onderzoek.
In 2021 volgde een onderzoek naar zogenaamde opeet-hypotheken. Het onderzoek toonde aan deze hypotheken dure producten zijn die complex in elkaar steken. Ouderen zouden hier de gedupeerden van kunnen zij, mede door een slecht advies van de verstrekker van het product.